# 甘肃川鼩
甘肃川鼩（学名：Blarinella griselda）也称格里塞尔达鼩、印度支那短尾鼩、淡灰黑齿鼩鼱，一种分布于中国西部和越南西北部地区的小型哺乳动物，隶属于鼩鼱科川鼩属。

## 分类地位
本种由英国动物学家奥德菲尔德·托马斯于1912年描述发表，因川鼩属（黑齿鼩鼱属）分类存在争议，本种曾作为川鼩（Blarinella quadraticauda）的一个亚种。陈顺德等学者通过测序Cyt b全序列研究发现本种与川鼩的种间的遗传距离小于本种种内的遗传距离。2018年，中国科学院昆明动物研究所的研究人员发表文章称，甘肃川鼩（淡灰黑齿鼩鼱）包含两个差异极大的进化支系，其中一支与川鼩构成姐妹群关系，而仅分布于模式产地附近（甘肃南部和陕西南部）的另一支系早在中新世中期已经分化，虽然该支系通过形态测量学无法与川鼩属（黑齿鼩鼱属）区分，但二者在牙齿构造上有明显的差异。基于上述证据将甘肃川鼩（淡灰黑齿鼩鼱）划归一个新属－豹鼩属（Pantherina），名称改为淡灰豹鼩（Pantherina griselda）。2019年俄罗斯和中国学者又以本种为模式种创建了新属－异黑齿鼩鼱属（Parablarinella），2021年发布的《中国兽类名录（2021版）》也本种归入异黑齿鼩鼱属，名称改为“淡灰黑齿鼩鼱”（Parablarinella griselda）